# غونثر
والتر هان (من مواليد 20 أغسطس 1987)، هو مصارع محترف نمساوي. يتنافس حاليًا في مؤسسة المصارعة العالمية الترفيهية، حيث يؤدي عروضه تحت العلامة التجارية راو تحت اسم الحلبة غونثر، وهو بطل سابق لبطولة القارات وهو أول لقب له والأطول احتفاظًا به في تاريخ اللقب لمدة 666 يومًا، بعد أن هزمهُ سامي زين في راسلمانيا 40.حالياً هو بطل لقب العالم للوزن الثقيل بعد فوزه على داميان بريست بمساعدة فين بالور في summer slam 2024

## روابط خارجية
- والتر على موقع دبليو دبليو إي (الإنجليزية)
- والتر على موقع WrestlingData.com (الإنجليزية)
- والتر على موقع CageMatch worker (الإنجليزية)
- والتر على موقع قاعدة بيانات المصارعة على الإنترنت (الإنجليزية)
- والتر على موقع عالم المصارعة على الإنترنت (الإنجليزية)
- والتر على موقع عالم المصارعة على الإنترنت (الإنجليزية)